# Комитет национального освобождения (Италия)
Комитет национального освобождения Италии (итал. Comitato di Liberazione Nazionale, CLN) — итальянская политическая и военная координационная организация, образованная 9 сентября 1943 года в Риме по инициативе Итальянской коммунистической партии с целью объединения всех демократических и антифашистских сил для борьбы со сторонниками Муссолини и его немецкими союзниками.
Во время переходного периода (до начала работы Учредительного собрания) исполнял ряд правительственных функций.

## Состав и полномочия комитета
В комитет вошли представители шести партий: Коммунистической, Христианско-демократической, партии действия, Либеральной, Социалистической и Трудовой демократической партий. Появление комитета было обусловлено необходимостью объединения усилий по предотвращению распада страны и из-за неспопосбности политического руководства страны противостоять восстановлению фашизма. Название комитета было навеяно французским комитетом национального освобождения
Партизанские соединения, контролируемые CLN, включали в себя коммунистические гарибальдийские бригады, бригады «Справедливости и свободы» (от Партии действия), социалистические бригады Маттеотти, автономные бригады, республиканские бригады Мадзини и народные бригады христианских демократов. Кроме того, были и другие небольшие партизанские отряды анархистов, католиков и монархистов, действия которых также координировались Комитетом.
По договорённости с США, комитету было позволено сформировать местные администрации в центральной и северной Италии после их освобождения, а в 1944 году после освобождения Рима сформировать правительство Италии, которое действовало вплоть до провозглашения республики в 1946 году.